# Château de Sérillac
Le château de Sérillac est un château situé à La Sauvetat, canton de Fleurance-Lomagne. C’est à l’origine un château-fort du XIIIe siècle qui a été fortement remanié aux XIVe, XVIe, XVIIe et XVIIIe siècles.
Il est inscrit monument historique depuis 2002.

## Toponymie
Le château tient son nom de la famille de Sédillac, ou de Sédilhac selon la graphie gasconne, plus tard Sérillac ou Sérilhac. Les de Sédillac tenaient entre autres la seigneurie de Saint-Léonard (Gers), puis par alliances celle de Castelnau.

## Histoire
Le premier château médiéval est construit au XIIIe s. sur une motte féodale, qui laisse penser qu’une position défensive existait préalablement. Le château doit subir les effets dévastateurs des guerres de religion, comme le village de La Sauvetat, sauveté établie au XIe siècle. Un capitaine de Sérillac, originaire de ce château et neveu de Blaise de Monluc, est tué dans une embuscade à Montepulciano, en Toscane.
À la Renaissance, la forteresse est aménagée en demeure de campagne.
Dans un des Contes de Gascogne recueillis par Jean-François Bladé, Le Bâtard, le héros est amoureux de la fille d’un noble qui demeurait au château de Sérillac.

## Architecture
Le bâtiment principal se situe à l’extrémité ouest de l’éperon rocheux. Pour y accéder, on trouve d’abord à l’est un castelet (châtelet), long bâtiment quadrangulaire, formant portique, avec un porche voûté (XVIIe s.), puis une cour d’honneur bordée au sud par des communs. Deux ailes, probablement des tours médiévales arasées, encadrent une cour étroite à laquelle on accède par quelques marches. Les bâtiments sont couverts de toits de tuiles et des génoises à trois rangs courent à la jonction des murs et des toits. Le bâtiment médiéval central s’est vu adjoindre une façade de style classique, avec une porte d’entrée sommée d’un fronton curviligne portant la date de 1744.
L’aile sud a principalement bénéficié des aménagements du XVIIIe siècle, des décors de gypseries et des plafonds à la française.

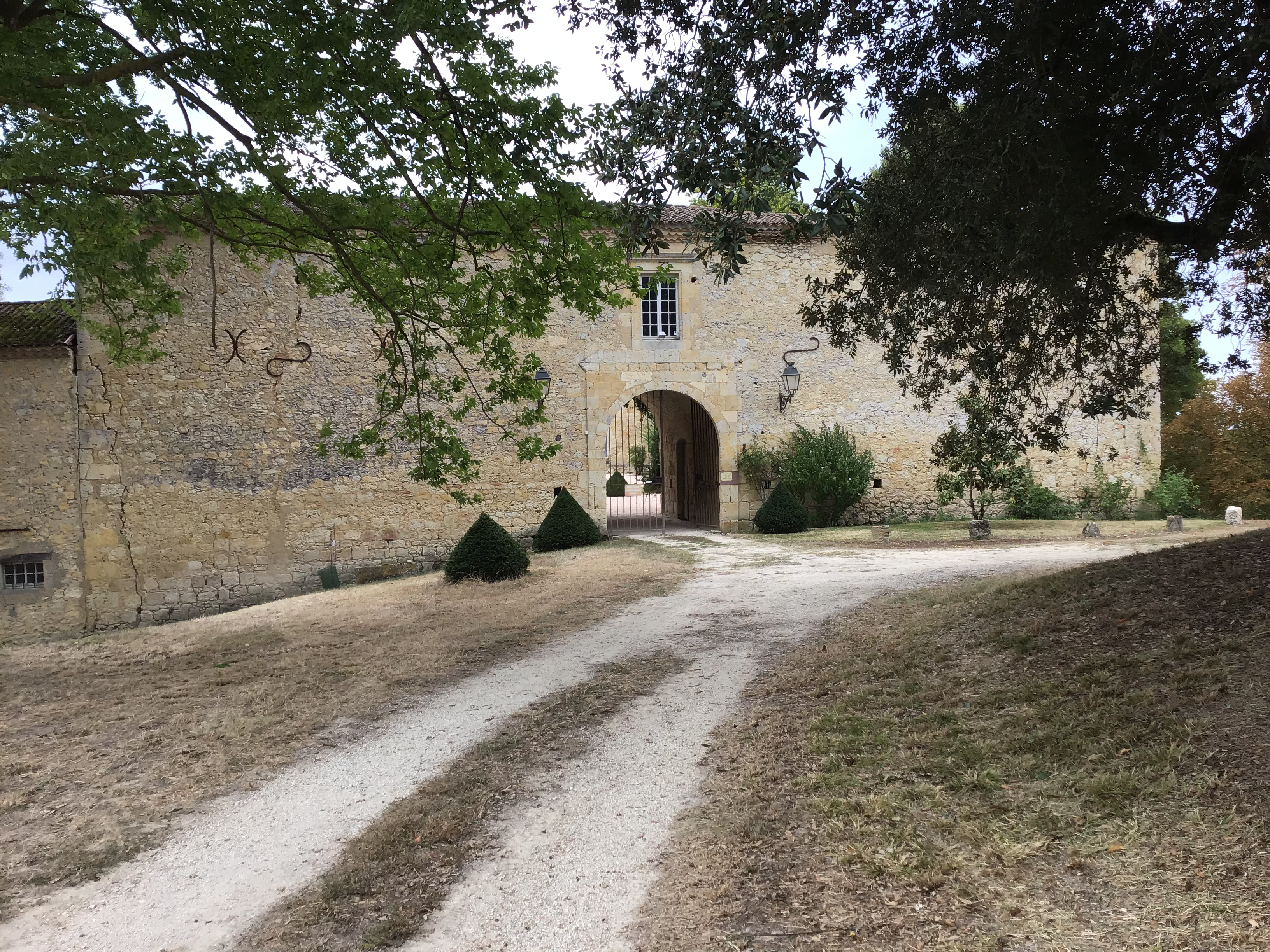
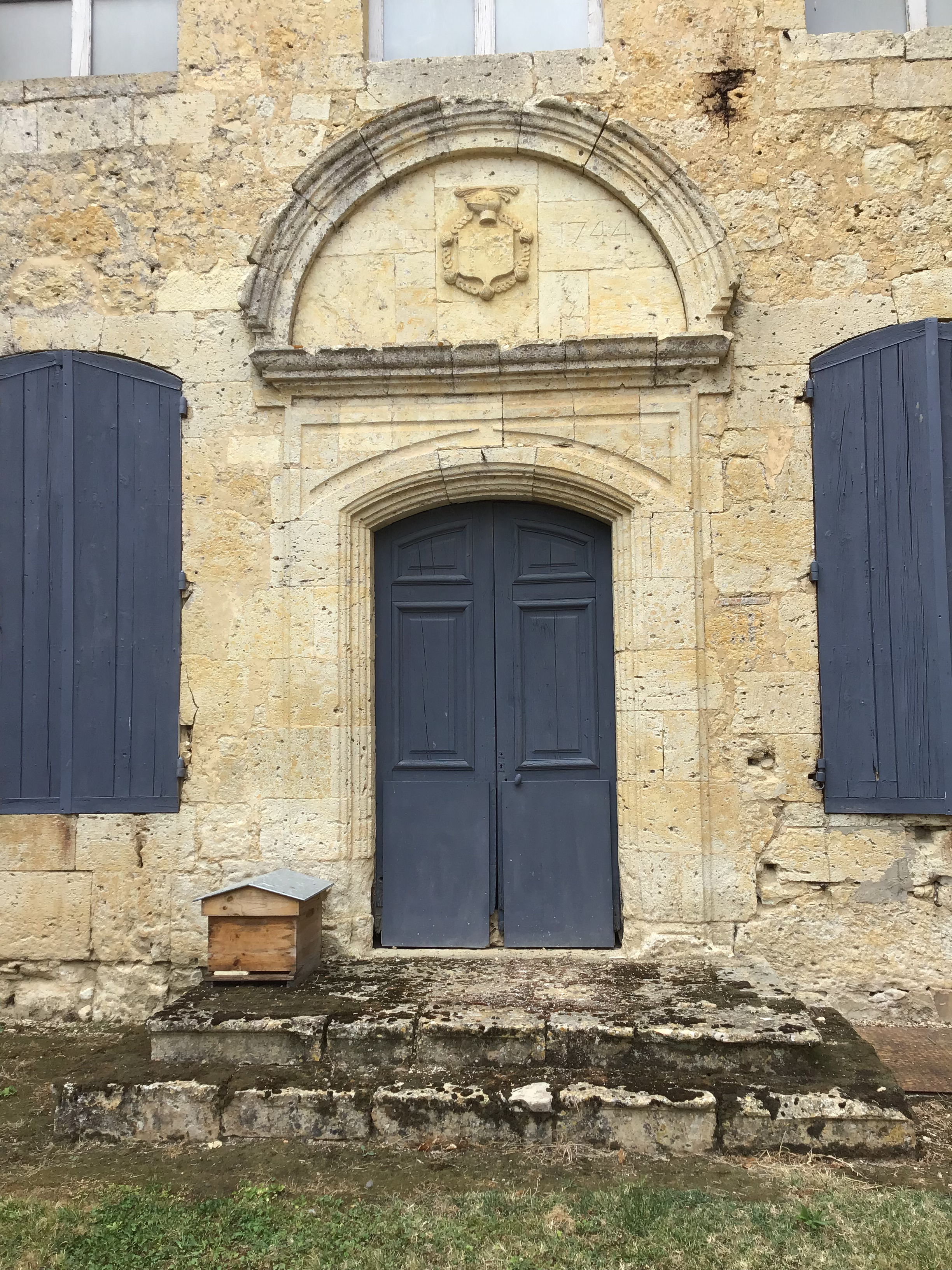
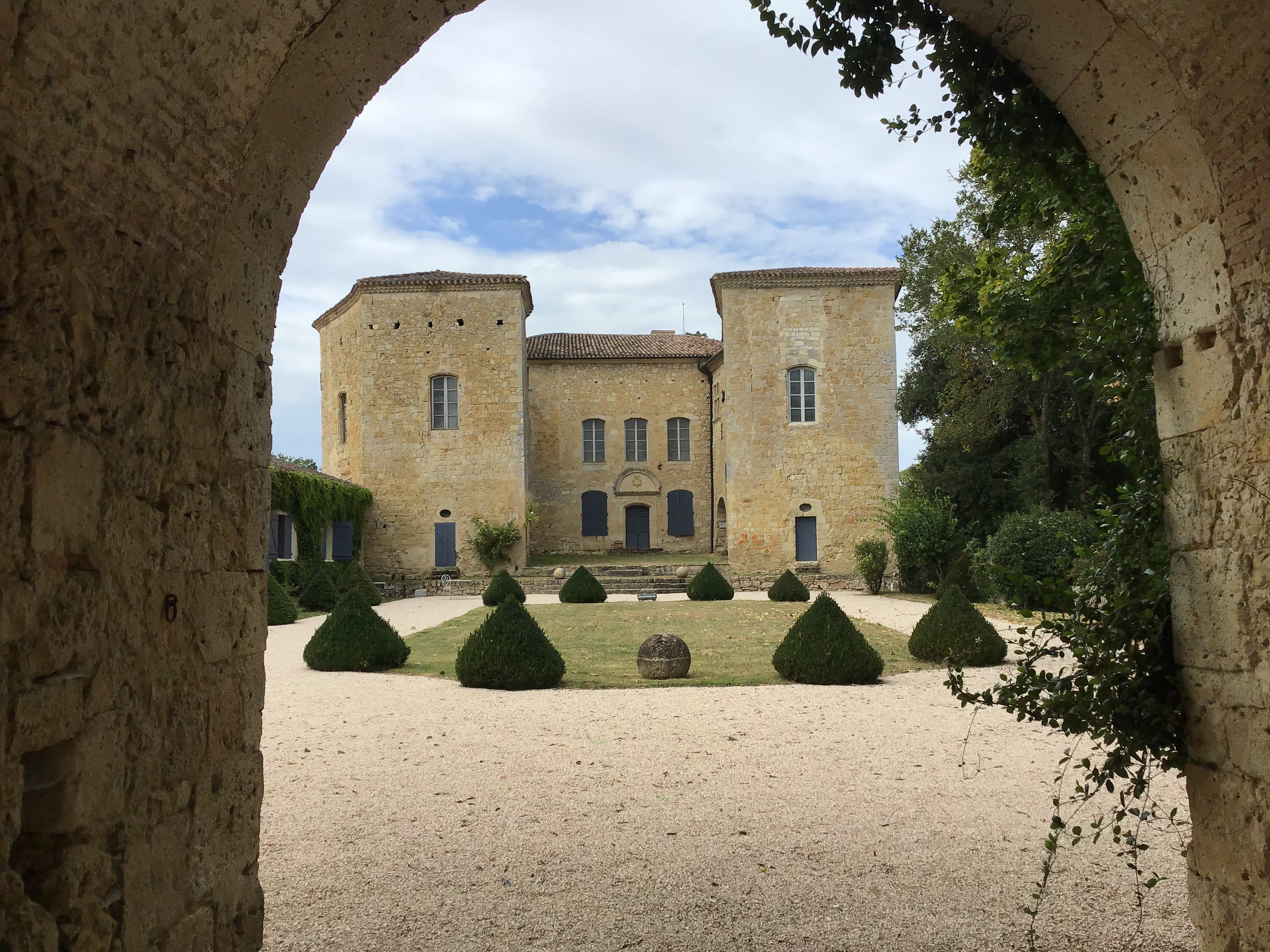
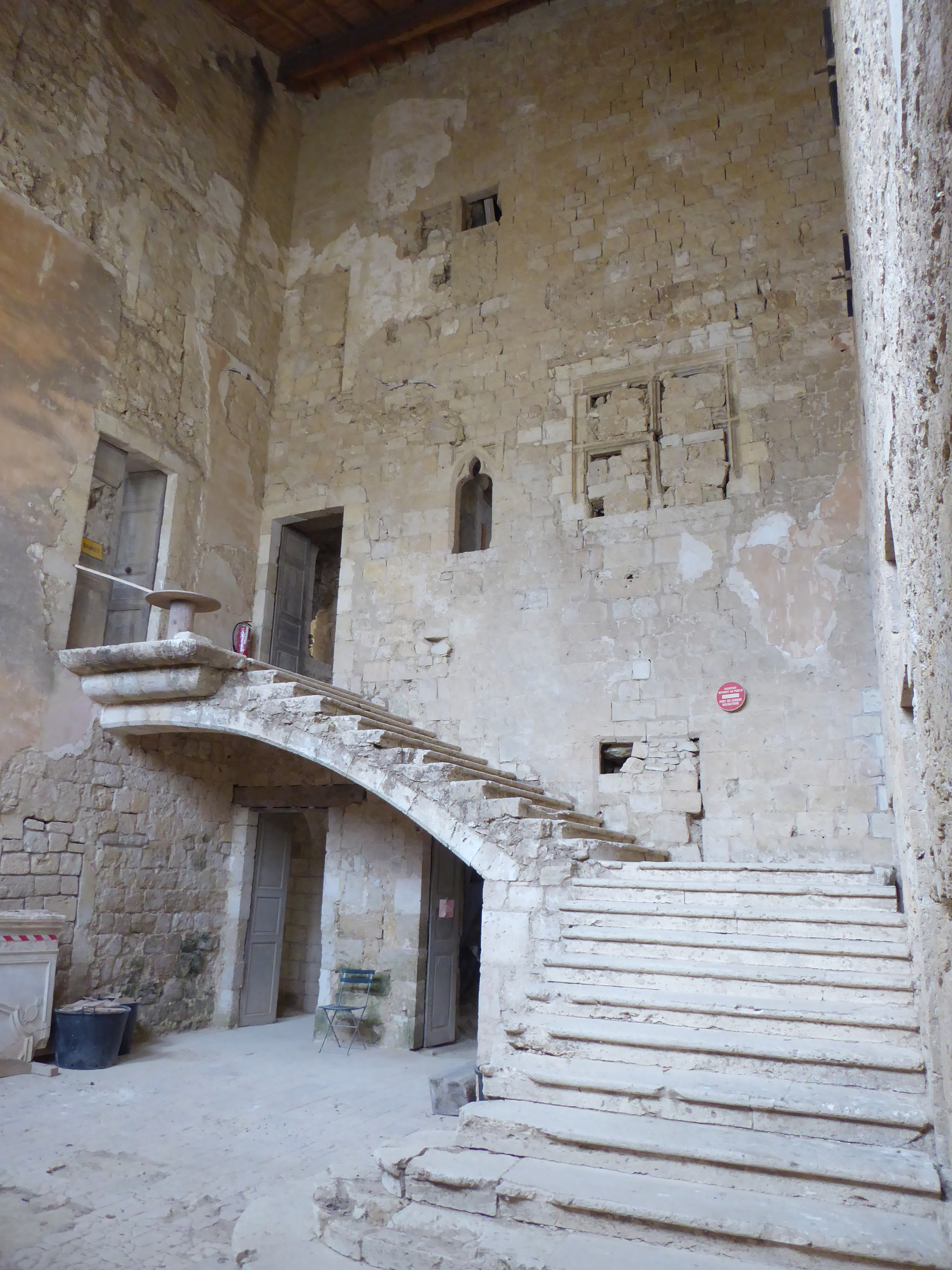
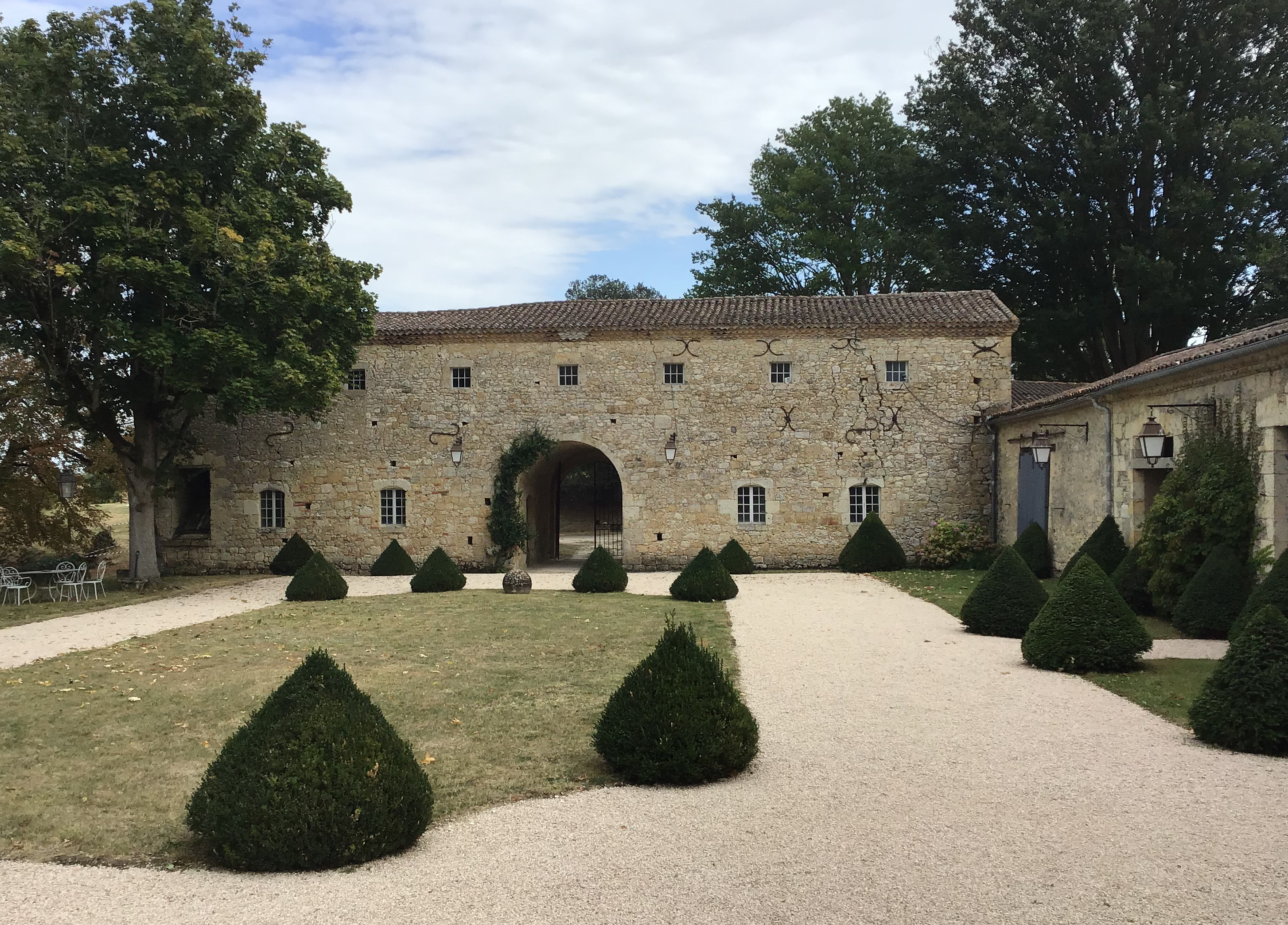